# 皮先卡 (日托米爾區)
50°21′48″N 28°40′58″E / 50.36333°N 28.68278°E
皮先卡（烏克蘭語：Піщанка），是烏克蘭北部的村莊，隸屬日托米爾州的日托米爾區。該村面積1.28平方公里，海拔高度225米，2001年人口394，人口密度每平方公里307.81人。